# Maestro di Rimini

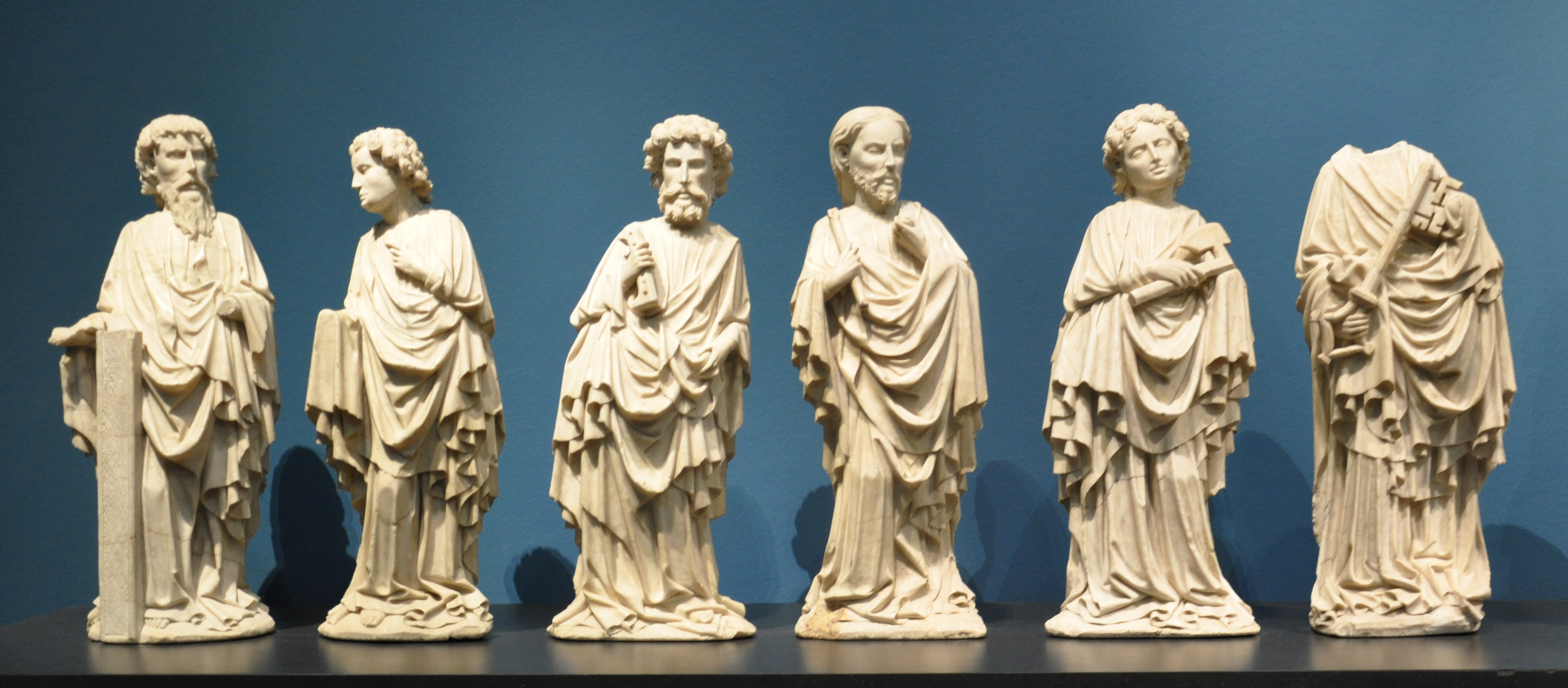
Altare della Crocifissione di Rimini, dettaglio degli Apostoli

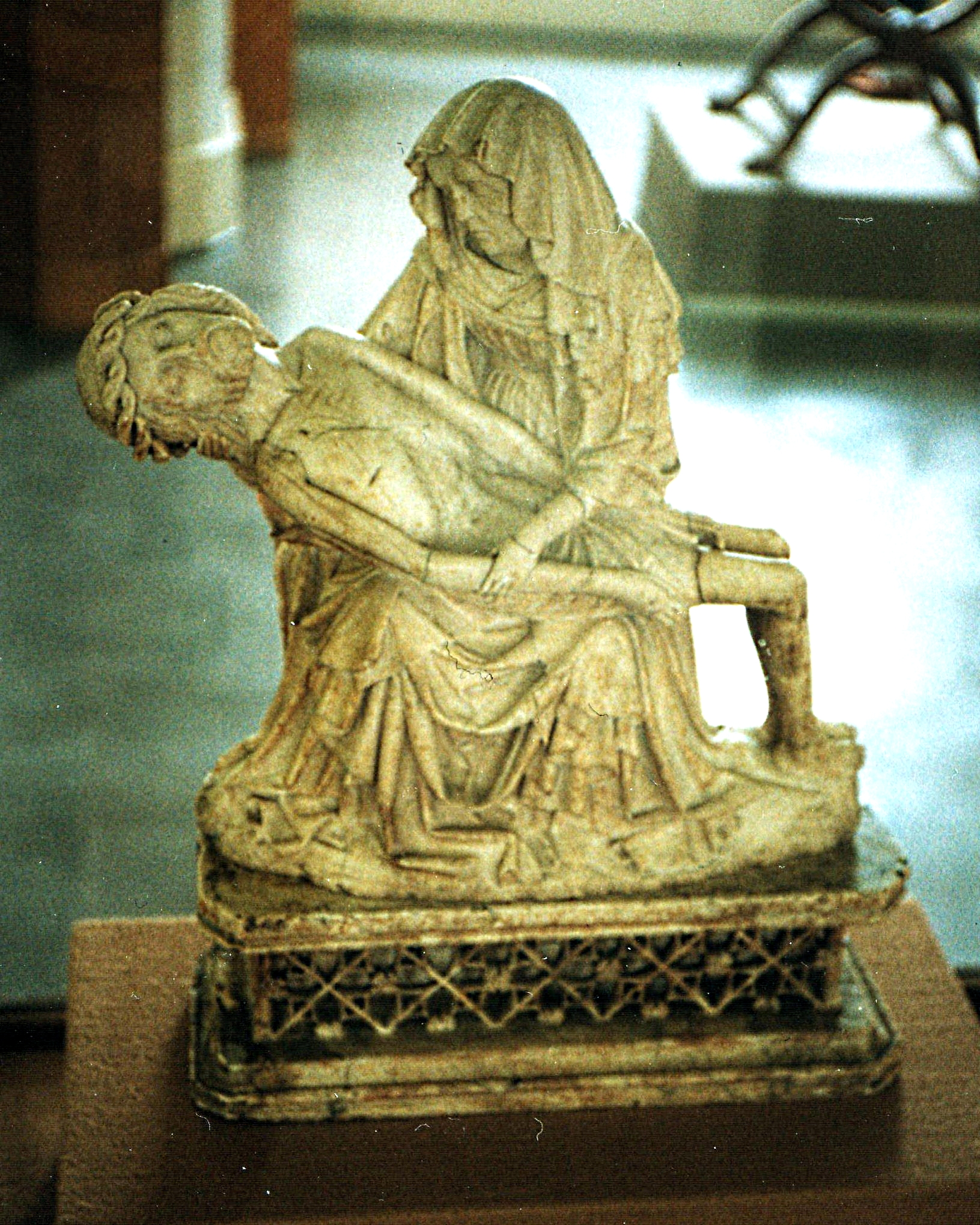
Pietà di Lorch

Il maestro di Rimini, noto anche come maestro dell'Altare di Rimini o maestro della Crocifissione di Rimini (Tournai o Lilla, area (?), fine XIV secolo – metà XV secolo), è stato uno scultore francese.

## Biografia e stile
La figura di questo artista è riconducibile a quella del titolare di una vasta bottega di scultori attiva nella prima metà del XV secolo nella produzione di sculture in alabastro per commissioni sparse in tutta Europa. Le sue opere sono ad oggi frammentarie e spesso decontestualizzate, tanto da rendere difficoltosa la ricostruzione della sua attività, ma si mantengono complessivamente su un livello qualitativo abbastanza alto, riuscendo quasi sempre in un'espressione colta e raffinata dei soggetti rappresentati.
La sua origine e attività è localizzabile sulla linea di confine tra Francia e Belgio, non a caso nell'area di Arras, dove al tempo fioriva proprio l'arte della lavorazione dell'alabastro. Considerazioni stilistiche portano a credere che la sede della bottega fosse a Tournai, Lilla o dintorni. Altri studi, comunque, hanno variamente ricollegato la bottega alla Renania e ai Paesi Bassi, sintomo forse della concentrazione di personalità dalla cultura artistica differente sotto un unico nome. Il più noto e inusuale dettaglio della produzione del maestro è la presenza di sue opere nei principali centri dell'Italia settentrionale, particolarità le cui ragioni sono ancora incerte.
La ricostruzione della vasta e complessa produzione scultorea di questa bottega ruota infatti attorno alla sua opera eponima, l'altare della Crocifissione già in Santa Maria delle Grazie a Rimini e oggi al Liebieghaus di Francoforte sul Meno, oltre ad altre opere pure italiane.
È possibile che la bottega non si sia mai trasferita in Italia, bensì che la sua produzione si sia specializzata in opere di piccole dimensioni, facili da trasportare, smontare e rimontare, e quindi indirizzate all'esportazione. Ciò spiegherebbe come mai tutte le opere ad essa riferibili siano piccole e perché siano sparse in praticamente tutta Europa, a prescindere da eventuali spostamenti subiti nei secoli. Inoltre, la distruzione delle immagini sacre operata nel XVI secolo dopo la Riforma protestante nei Paesi del Nord Europa, mai avvenuta nell'Italia della Controriforma, potrebbe essere causa di un bias cognitivo e far credere che la bottega abbia lasciato opere più in Italia che altrove.

## Opere
- Altare della Crocifissione di Rimini, 1430 ca, Francoforte sul Meno, Liebieghaus;
- Altare dell'Umiltà, Isola Bella, Palazzo Borromeo[2];
- Madonna col Bambino, Londra, Victoria and Albert Museum Inv. No. M.89.140;
- Pietà Londra, Victoria and Albert Museum, Inv. No. A.28-1960;
- Madonna col Bambino, Bologna, Museo civico medievale[1];
- Pietà Baltimora, Walters Art Museum, Inv. No. 27.349;
- Due Apostoli, New York, Metropolitan Museum of Art;
- Apostolo (San Bartolomeo?), Berlino, Bode-Museum, M 292;
- Madonna dell'Acqua, Rimini, Tempio Malatestiano[2];
- Testa di san Giovanni, Utrecht, chiesa di San Willibrordus;
- Pietà di Lorch, Hilchenhaus, museo di Wiesbaden;
- Pietà Wiesbaden, collezione Nassau Antiquities, già nella Martinskirche di Lorch;
- San Filippo, Los Angeles, Getty Museum, già classificato come San Pietro nel museo di Arti Applicate di Francoforte sul Meno, fino alla restituzione di arte depredata messa all'asta nel 2014 da Sotheby's, quando l'opera è stata acquisita dal Getty Museum;
- Tre Marie, Varsavia, Museo nazionale.
- Testa Virile, Piacenza, Palazzo Farnese (Piacenza).